# 姜垚
姜垚（有俗写成姜尧），字汝皋，号尧章，会稽人。清初风水师、堪舆学家，三元玄空飞星一派代表，为后世章仲山一脉之祖。随当时著名风水名家蒋大鸿学习风水堪舆。
姜氏亦與蔣氏一樣，工詩詞。曾撰一詞作《柯亭詞話》。

## 著作
- 《青囊奧語注》
- 《平砂玉尺辨偽歌》
- 《從師隨筆》
- 《柯亭詞話》
- 《地理辨正得一》